# Matt Hendricks
Matthew James Hendricks, detto Matt (Blaine, 17 giugno 1981), è un hockeista su ghiaccio statunitense.

## Palmarès

### Mondiali
- 1 medaglia:
  - 1 bronzo (Repubblica Ceca 2015)